# Hermann Hitzig

Hermann Hitzig

Hermann Hitzig (* 9. Mai 1843 in Hottingen; † 27. August 1918 in Zürich) war ein Schweizer klassischer Philologe und Pädagoge. Als Professor in Zürich gab er zusammen mit seinem Kollegen Hugo Blümner die Schriften des Pausanias mit Kommentar heraus. Diese Edition wird heute immer noch als Hitzig-Blümner zitiert.

## Leben
Hermann Hitzig stammte aus einer alten Gelehrtenfamilie, deren Stammbaum bis ins 17. Jahrhundert zurückreicht. Sein Vater war der protestantische Theologe, Alttestamentler und Exeget Ferdinand Hitzig, der aus Baden stammte und 1833 von Heidelberg als ordentlicher Professor der Theologie an die neugegründete Universität Zürich berufen wurde. 
Hermann Hitzig besuchte die Volksschule und die ersten Klassen des Gymnasiums in Zürich und wechselte 1861 mit seiner Familie nach Heidelberg, wohin der Vater als Professor berufen worden war. Hier legte Hermann Hitzig die Reifeprüfung ab und bezog die Universität, um Klassische Philologie, Theologie und Philosophie zu studieren; er trat der Burschenschaft Allemannia Heidelberg bei. Später wechselte er nach Göttingen, wo ihn Hermann Sauppe und Ernst Curtius beeinflussten. Nach einem Semester in Berlin legte er 1864 in Karlsruhe das Erste Staatsexamen ab. Im folgenden Jahr wurde er in Heidelberg mit der Dissertation Quaestiones Herculeae (gedruckt Heidelberg 1866) promoviert. Anschliessend arbeitete er von Juni bis Oktober als Hauslehrer in Offenbach am Main und erlangte so die Mittel, seine Studien im Wintersemester 1865/1866 in Berlin zu vertiefen.
Nach seinen Studienjahren kehrte Hitzig in die Schweiz zurück und arbeitete zunächst am Progymnasium in Burgdorf bei Bern, wo er 1867 Emilie, geborene Steiner (1838–1926) heiratete. Sie war die Schwester des Dialektdichters und Kunstmalers Leonhard Steiner (1838–1920), des Musikkritiker der NZZ sowie Ehrendoktor der philosophischen Fakultät der Universität Zürich Adolf Steiner-Schweizer (1848–1930) und des Orientalisten Heinrich Steiner, des zweiten Amtsnachfolgers seines Vaters Ferdinand Hitzig. Mit seiner Frau, über die er auch mit dem Zürcher Sprachwissenschaftler und Philologen Heinrich Schweizer-Sidler verschwägert war, hatte Hitzig drei Söhne und zwei Töchter.
Im Jahr 1869 wurde Hitzig als Nachfolger von Arnold Hug an das Gymnasium zu Winterthur berufen, wo er mit Eduard Wölfflin und Johann Jakob Welti zusammenarbeitete. Hier erwarb sich der berühmte Numismatiker Friedrich Imhoof-Blumer bei Hitzig seine ersten Griechischkenntnisse. Nach dem Deutsch-Französischen Krieg zog Hitzig 1871 nach Heidelberg, wo er zwei Jahre lang in der Nachbarschaft seiner Eltern am Gymnasium unterrichtete. Hier widmete er sich in einem Schulprogramm zum ersten Mal seinem späteren Spezialgebiet, der Textkritik und Erklärung des Reiseschriftstellers Pausanias (Beiträge zur Textkritik des Pausanias, 1872/1873). Auch nach der Rückkehr nach Burgdorf (1873), wo er als Rektor mithalf, das Progymnasium zum Gymnasium auszubauen, blieb Hitzig bei diesem Thema. Mit seiner Habilitation für Gymnasialpädagogik an der Berner Universität (1878) eröffnete sich ihm die akademische Karriere, die er als planmässiger ausserordentlicher Professor in Bern antrat. Bei der Gründung des Städtischen Gymnasiums aus der Zusammenlegung zweier Institute wurde Hitzig 1880 zu deren Rektor ernannt. Während der nächsten sechs Jahre arbeitete Hitzig weiter an Pausanias (und auch Isaios). 1884 unternahm er eine Griechenlandreise, auf der er Heinrich Schliemann kennenlernte.

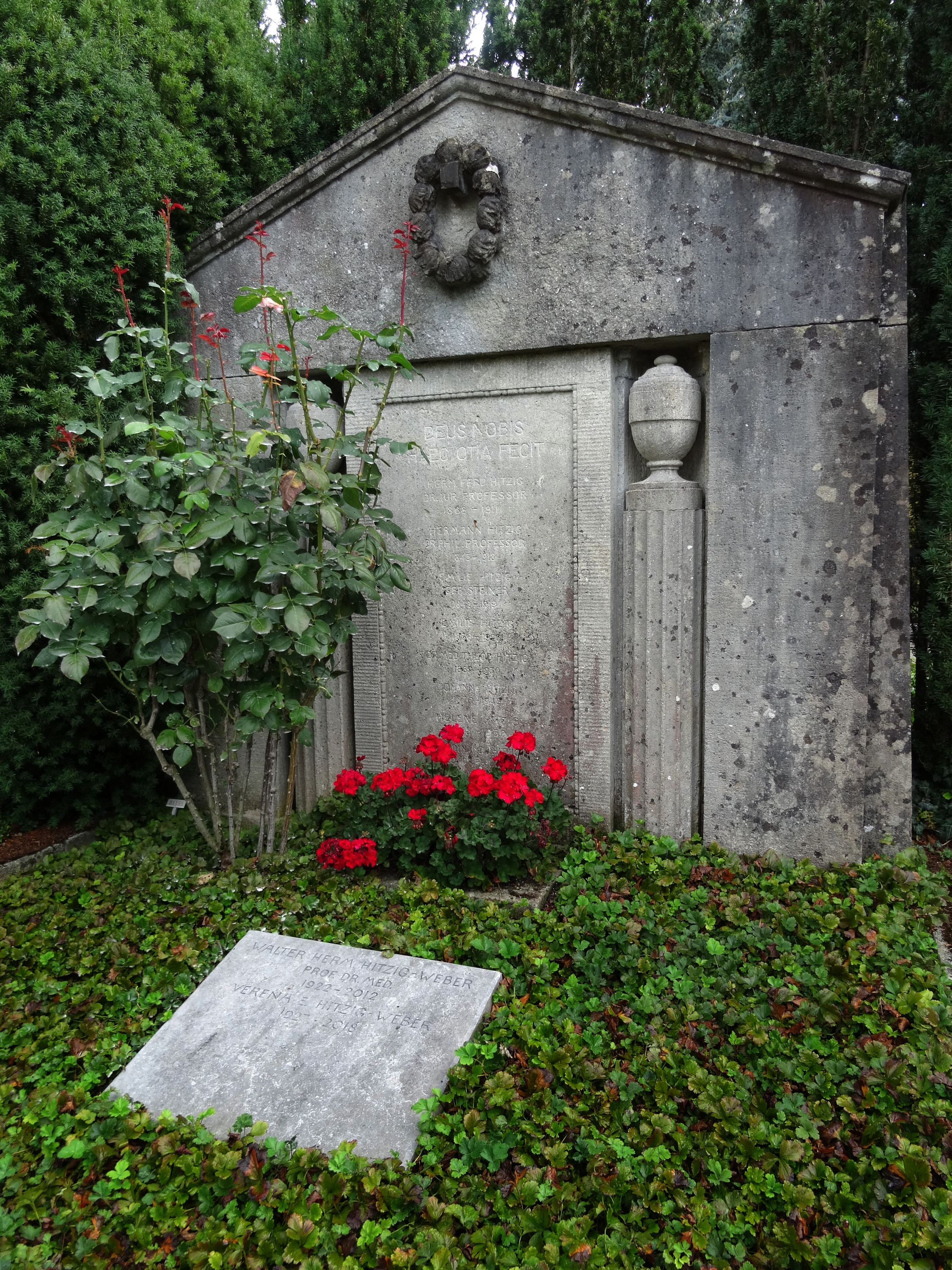
Grab, Friedhof Enzenbühl, Zürich

Als sein Winterthurer Vorgänger Arnold Hug 1886 aus Krankheitsgründen die Professur in Zürich aufgeben musste, verließ Hitzig Bern und ging als ordentlicher Professor der Klassischen Philologie an die Zürcher Universität. Hier zählten der Grammatiker und Sanskritist Adolf Kaegi, der Indogermanist Eduard Schwyzer und ganz besonders der Archäologe Hugo Blümner zu seinen Kollegen. Seine Antrittsvorlesung am 22. Januar 1887 hielt Hitzig »über die Glaubwürdigkeit des Periegeten Pausanias«. Im gleichen Jahr fand in Zürich die 39. Philologenversammlung statt, als deren Vorstandsmitglied Hitzig für die Vorbereitungen und das Einstudieren eines griechischen Theaterstücks verantwortlich war. Die Universität Zürich wählte ihn 1890–1892 zum Dekan der Philologischen Fakultät I und 1906–1908 zum Rector magnificus. Neben seiner Lehr- und Forschungstätigkeit war Hitzig Mitglied der kantonalen Maturitätskommission und von 1893 bis 1899 Mitglied des kantonalen Erziehungsrates. Hitzig ergänzte seine Forschungsarbeit durch Auslandsreisen. Gemeinsam mit seinem Kollegen Blümner veranstaltete er Sammlungen zur Unterstützung Griechenlands im Türkisch-Griechischen Krieg (1896/1897), wofür er zum Komtur des griechischen Erlöser-Ordens ernannt wurde.
Im Juli 1911 traf Hitzig mit dem unerwarteten Tod seines Sohnes Hermann Ferdinand Hitzig ein herber Schlag, von dem er sich nur langsam erholte. In den Jahren nach seinem 70. Geburtstag machte ihm eine Sehschwäche zu schaffen, die ihn schliesslich Ostern 1917 dazu zwang, seine Vorlesung teilweise an jüngere Kollegen abzugeben. An seinem 75. Geburtstag, dem 9. Mai 1918, reichte er sein Rücktrittsgesuch ein und wurde pensioniert. Noch zum Wintersemester 1918/1919 kündigte er eine Vorlesung über die Oden des Horaz an. Am 12. August erkrankte er jedoch an einer schweren Lungenentzündung, der er in seinem geschwächten Zustand nach zwei Wochen erlag. Am 29. August wurde er auf dem Friedhof Enzenbühl der Erde übergeben. Seine Grabrede hielt sein Kollege Blümner, der selbst nur wenige Monate später starb.

## Leistungen
Hermann Hitzig hat sich in der Klassischen Philologie besonders als Textkritiker einen Namen gemacht. Sein Hauptwerk ist die kritische Edition des Reiseschriftstellers Pausanias, die er gemeinsam mit Hugo Blümner samt einem deutschsprachigen Kommentar in drei Bänden herausgab (sechs Teilbände, Berlin 1896–1910). Diese Ausgabe gilt noch heute als grundlegend. Im Gegensatz zu anderen Forschern (etwa Ulrich von Wilamowitz-Moellendorff) suchten Hitzig und Blümner die Verlässlichkeit des Pausanias nachzuweisen.
Hitzig war auch einer der ersten Schweizer Dozenten, die sich mit der Papyrologie beschäftigten. Er hielt öffentliche Vorträge und Kollegien darüber und zog zu textkritischen und exegetischen Zwecken die Fragmente im Seminar stets zu Rate.